# MB.131 (航空機)

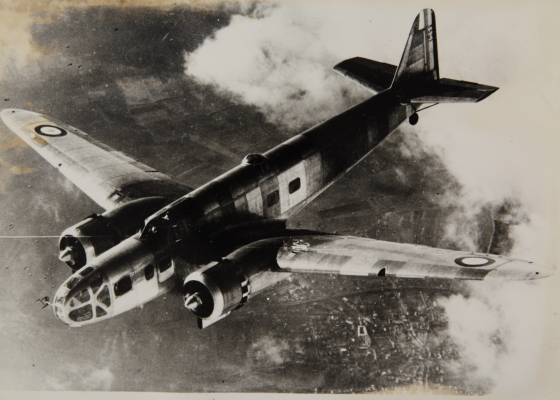
MB.131

MB.131は、フランスのブロシュ社によって開発された爆撃機である。1936年に初飛行し1938年から量産開始したが、第二次世界大戦時には低性能故に昼間爆撃任務には使えず夜間爆撃や偵察任務に使用され、ポテ63-11の登場により実戦部隊からは姿を消した。

## 概要
MB.131は1933年に開発開始した爆撃・偵察・長距離支援機MB.130の改良型として開発された爆撃機である。MB.130は双発低翼で固定脚を装備した機体で1934年6月に初飛行したが、性能的には期待はずれに終わった。このMB.130の脚を引込脚に変更した型が良好な性能を示した為、空軍では40機の発注を決定し名称もMB.131とすることになった。MB.131の試作機は、1936年8月に初飛行した。しかし、量産が開始されたのは2年後の1938年5月からで、139機が生産された。
MB. 131は全金属製のスマートな機体を持つ近代的な爆撃機であったが、原型機の開発開始から生産までに5年もかかっており、第二次世界大戦開戦時においてはやや時代遅れの観があった。また、そもそもの性能も開発当時の水準から見ても平凡なもので、開戦時の列強の爆撃機の中ではかなり見劣りするものだった。それでも、第二次世界大戦開戦時には75機が第一線の部隊で昼間爆撃任務に就いたが、被害が増大した為早々と夜間爆撃任務や偵察任務に配置換えとなった。その後、ポテ63-11等の配備が進むと、訓練機に転換されていった。
休戦後は低性能故にあまり使用されずわずかの機体が訓練機や標的曳航機として使用されたが、1942年に退役しすべての機体がスクラップにされた。

## スペック
- 全長：17.88 m
- 全幅：20.27 m
- 全高：4.10 m
- 全備重量：8,590 kg
- エンジン：ノームローン14N10 空冷14気筒 950 hp
- 最大速度：349 km/h
- 実用上限高度：7,250 m
- 航続距離：1,300 km
- 武装
  - 爆弾800kg
  - 7.5mm機銃×3
- 乗員 4名